# Іглесія ні Крісто

Прапор Іглесія ні Крісто

Іглесія ні Крісто, Церква Христа (тагальська: Iglesia ni Cristo) є незалежною нетринітарною Християнською церквою, заснована та зареєстрована Феліксом Ю. Манало у 1914 р. як релігійна корпорація до Острівного уряду Філіппін.
INC описує себе як одна справжня церква та реставрація справжньої церкви, заснованої Ісусом, а усі інші церкви є відступниками.

## Переконання та основні цінності
Іглесія ні Кристо вважає, що це справжня церква, створена Ісусом Христом у першому столітті, і що її реєстрація на Філіппінах є виконанням біблійних пророцтв про те, що Христова церква знову з'явиться на Далекому Сходу.

#### Біблія
Іглесія ні Крісто вважає, що Біблія є єдиною книгою, натхненною Богом, отже, вона є єдиною основою всіх їхніх вірувань та практик.

#### Бог Отець, Ісус Христос і Святий Дух
Церква вірить, що Бог-Батько є божеством-творцем і єдиним істинним Богом. INC відкидає традиційну християнську віру в Трійцю як єресь, приймаючи версію унітаризму. Вони вірять, що це положення засвідчено Ісусом Христом і апостолами.
Церква вважає, що Ісус Христос є Сином Божим та посередником між Богом Батьком і людством, і був створений Богом Отцем. Бог освятив його, щоб він був безгрішним, і дарував йому титули «Господь» і «Син Божий». Церква розглядає Ісуса як найвище творіння Бога, вірить, що він є людиною і заперечує божественність Ісуса. Прихильники сповідують замінну роль Ісуса у викупленні людства. Вважається, що він був «призначений перед заснуванням світу» і посланий Богом «для боротьби з гріхом». Члени «спасаються кров'ю Христа», який помер через його «саможертовну любов».

#### Одна справжня церква
Іглесія ні Крісто вірить, що це єдина істинна церква, заснована Ісусом Христом і була відновлена Феліксом Манало в останні дні.

## Адміністрація та організація
Іглесія ні Крісто має трьох виконавчих міністрів (тагальська: Tagapamahalang Pangkalahatan), які керують церковною адміністрацією, наглядаючи за вірою членів. Едуардо В. Манало, як нинішній виконавчий міністр, служить лідером церкви, і в цій якості керує адміністрацією церкви. Разом з іншими старшими служителями, які входять до Церковної економічної ради (тагальська: Lupon ng Sanggunian), виконавчий міністр формує Центральну адміністрацію Іглесія ні Крісто.
Центральний офіс у Кесон-Сіті, побудований у 1971 році, є штаб-квартирою. Центральний офіс є однією з кількох структур у складі комплексу центрального офісу INC. У ньому розташовані постійні офіси центральної адміністрації та деяких відділів церкви. Саме тут працюють близько тисячі професіоналів і волонтерів INC. У перші роки він був розташований у Манілі, потім у Сан-Хуані, а пізніше в Макаті, перш ніж переїхати на своє теперішнє місце. INC також має три головні офіси за межами Філіппін; у Бурлінгеймі, Каліфорнія; Вашингтон, федеральний округ Колумбія; Хітроу, Лондон.

## Політичний вплив
Іглесія ні Крісто близька до фундаменталістського стилю і підтримує консервативних політиків. Вона відома своєю практикою блокового голосування під час виборів. Церква підтримувала кандидатури Беніньо Акіно III та Родріго Дутерте під час президентських виборів 2010 та 2016 років відповідно.
12 червня 2009 року колишній президент Глорія Макапагал Арройо підписала Акт Республіки 9645, проголошуючи 27 липня «Днем Іглесіа ні Крісто», особливим національним робочим святом. 13 лютого 2018 року президент Дутерте призначив виконавчого міністра INC Едуардо Манало спеціальним посланником із закордонних філіппінських проблем.

## Галерея

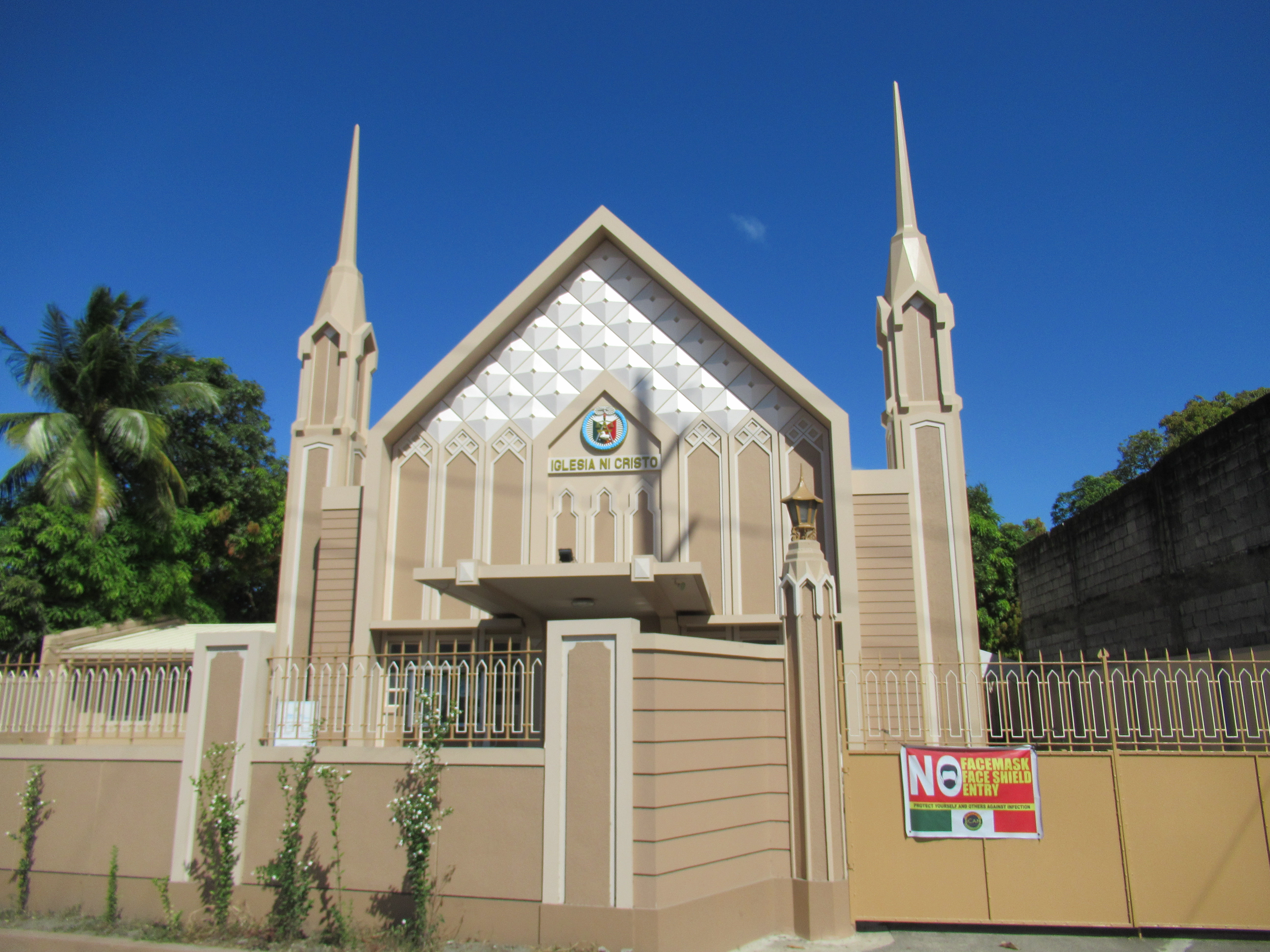
Церква у місті Баліуаг, Булакан
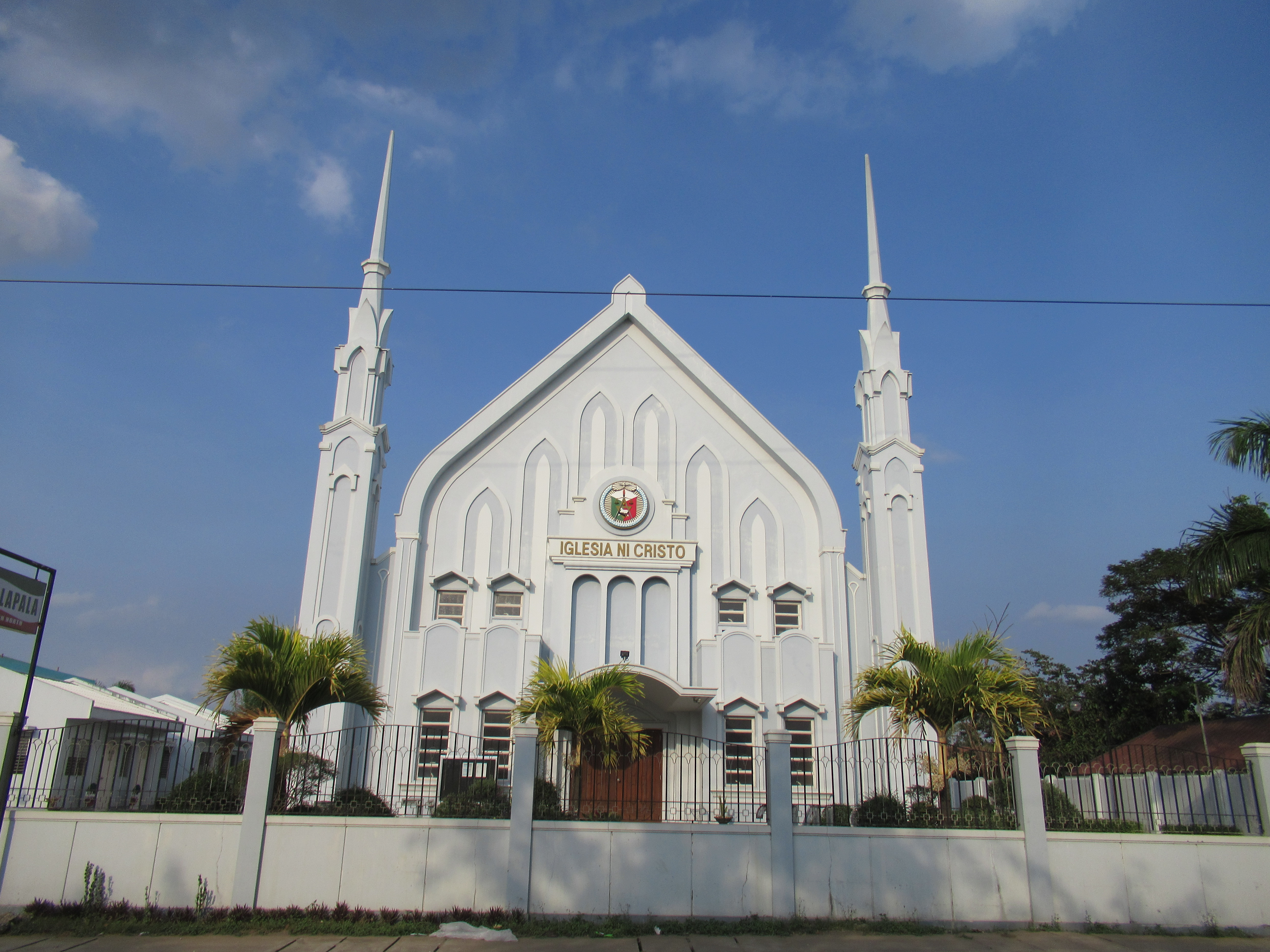
Церква у місті Сан-Ільдефонсо, Булакан
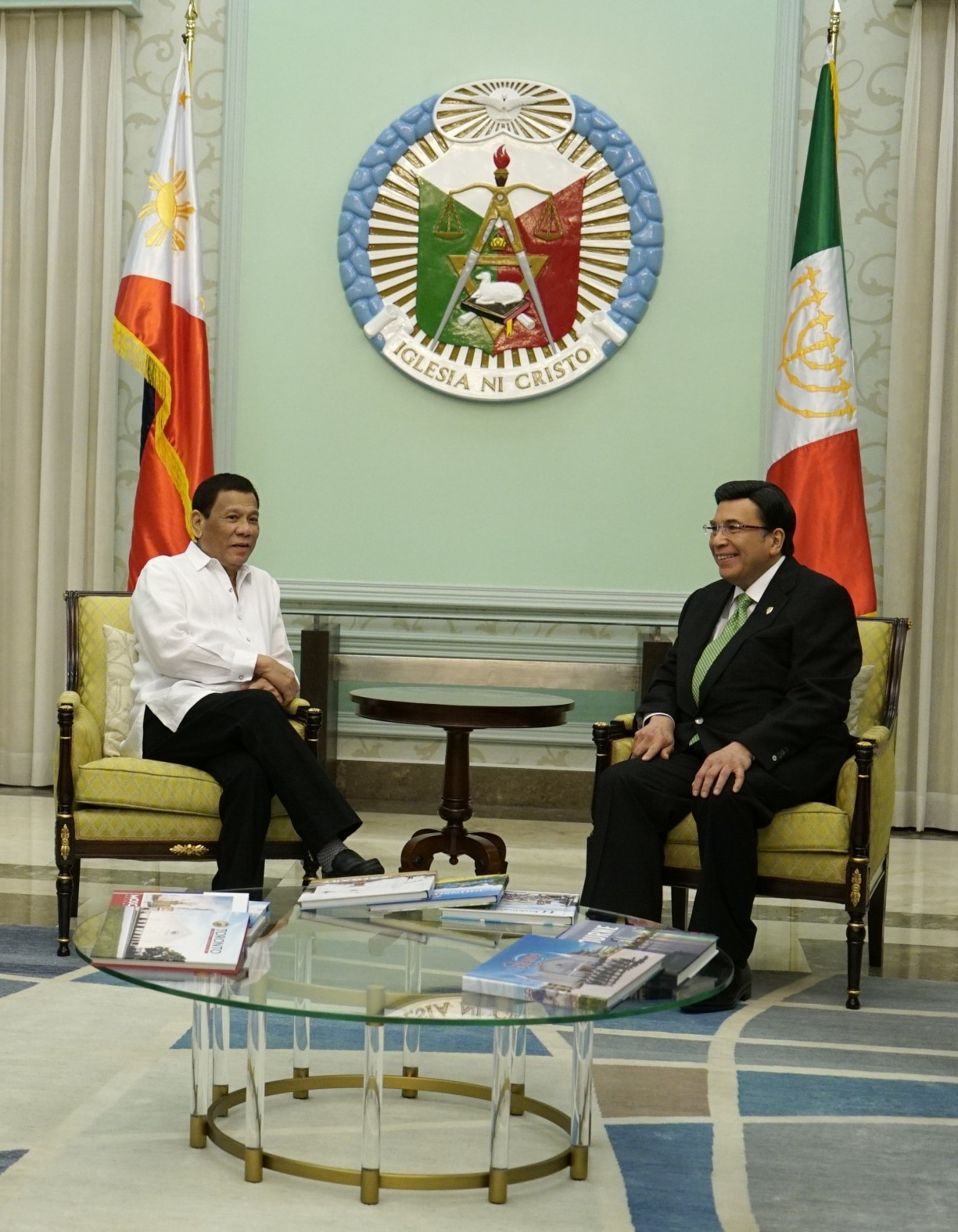
Президент Філіппін Родріго Дутерте та міністр Церкви Едуардо Манало під час зустрічі

1. ↑  YouTube Application Programming Interface